# Лавриненко, Матвей Илларионович
Матвей Илларионович Лавриненко (1903—1945) — генерал-майор танковых войск Рабоче-крестьянской Красной армии, участник Гражданской и Великой Отечественной войн.

## Биография
Матвей Лавриненко родился 4 августа 1903 года в селе Красный Рог (ныне — Почепский район Брянской области). В 1919 году он добровольно пошёл на службу в Рабоче-крестьянскую Красную Армию. Участвовал в боях Гражданской войны против Добровольческой армии генерала Антона Деникина. После окончания войны продолжил службу в Красной Армии.

### В Великую Отечественную войну
С начала Великой Отечественной войны — на её фронтах. Участвовал в боях на Западном, Юго-Западном и других фронтах. 3 октября 1941 года был легко ранен в голову. Сначала воевал в должности начальника штаба 14-й танковой бригады, затем начальника штаба 10-го танкового корпуса. 24 февраля 1943 года Лавриненко получил тяжёлое ранение. Участвовал в битве за Днепр, лично организовывал строительство силами корпуса переправы через реку.
18 февраля 1944 года Лавриненко было присвоено воинское звание гвардии генерал-майора, он получил назначение на должность заместителя командира 5-го гвардейского танкового корпуса. Во всех боевых операциях находился в составе оперативной группы управления корпуса и в боевых порядках бригад. Во время боёв за освобождение польского города  Комарно[уточнить] Лавриненко находился в боевых порядках 21-й гвардейской танковой бригады, и получил смертельное ранение 8 января 1945 года, от которого умер на следующий день. Похоронен на Мемориале Вечной Славы в Киеве.

## Награды
Был награждён двумя орденами Ленина, орденами Красного Знамени, Отечественной войны 2-й степени и Красной Звезды, медалями.

## Память
- Могила Лавриненко в Парке Вечной Славы Киева.

Могила Лавриненко в Парке Вечной Славы Киева.

- На могиле в Парке Вечной Славы Киева установлен надгробный памятник.
- * Имя воина увековечено в Главном Храме Вооружённых сил России и на мемориале «Дорога памяти»[3].